# EC 번호 목록 (EC 1)
EC 번호 목록 (EC 1)(영어: list of EC numbers (EC 1))은 EC 번호의 첫 번째 부류인 EC 1 산화환원효소에 대한 EC 번호 목록이며, 국제 생화학·분자생물학 연합의 명명법 위원회에서 결정한 번호 순서 대로 나열되어 있다. 모든 공식 정보는 위원회의 웹사이트에 표로 정리되어 있다. 데이터베이스는 엔드류 맥도널드(Andrew McDonald)가 개발하고 유지 관리한다.

## EC 1.1: 공여체의 CH-OH기에 작용

### EC 1.1.1: NAD+또는 NADP+를 전자 수용체로 사용함
- EC 1.1.1.1: 알코올 탈수소효소
- EC 1.1.1.2: 알코올 탈수소효소 (NADP+)
- EC 1.1.1.3: 호모세린 탈수소효소
- EC 1.1.1.4: (R,R)-뷰테인다이올 탈수소효소
- EC 1.1.1.5: 아세토인 탈수소효소. 현재는 EC 1.1.1.303, 다이아세틸 환원효소 [(R)-아세토인 형성] 및 EC 1.1.1.304, 다이아세틸 환원효소 [(S)-아세토인 형성]
- EC 1.1.1.6: 글리세롤 탈수소효소
- EC 1.1.1.7: 프로페인다이올-인산 탈수소효소
- EC 1.1.1.8: 글리세롤 3-인산 탈수소효소 (NAD+)
- EC 1.1.1.9: D-자일룰로스 환원효소
- EC 1.1.1.10: L-자일룰로스 환원효소
- EC 1.1.1.11: D-아라비니톨 4-탈수소효소
- EC 1.1.1.12: L-아라비니톨 4-탈수소효소
- EC 1.1.1.13: L-아라비니톨 2-탈수소효소
- EC 1.1.1.14: L-이디톨 2-탈수소효소
- EC 1.1.1.15: D-이디톨 2-탈수소효소
- EC 1.1.1.16: 갈락티톨 2-탈수소효소
- EC 1.1.1.17: 만니톨 1-인산 5-탈수소효소
- EC 1.1.1.18: 이노시톨 2-탈수소효소
- EC 1.1.1.19: 글루쿠론산 환원효소
- EC 1.1.1.20: 글루쿠로노락톤 환원효소
- EC 1.1.1.21:
- EC 1.1.1.22: UDP-포도당 6-탈수소효소
- EC 1.1.1.23: 히스티딘올 탈수소효소
- EC 1.1.1.24: 퀸산 탈수소효소
- EC 1.1.1.25:
- EC 1.1.1.26:
- EC 1.1.1.27: L-젖산 탈수소효소
- EC 1.1.1.28: D-젖산 탈수소효소
- EC 1.1.1.29:
- EC 1.1.1.30: 3-하이드록시뷰티르산 탈수소효소
- EC 1.1.1.31: 3-하이드록시아이소뷰티르산 탈수소효소
- EC 1.1.1.32: 메발드산 환원효소

## 같이 보기
- 효소 목록
- EC 번호 목록 (EC 2) (영어판)
- EC 번호 목록 (EC 3) (영어판)
- EC 번호 목록 (EC 4) (영어판)
- EC 번호 목록 (EC 5) (영어판)
- EC 번호 목록 (EC 6) (영어판)
- EC 번호 목록 (EC 7) (영어판)